# Gert Jõeäär
Gert Jõeäär (Tallinn, 9 juli 1987) is een Estisch wielrenner die tussen 2013 en 2016 reed voor Cofidis, Solutions Crédits.

## Carrière
In 2008 werd Jõeäär nationaal kampioen tijdrijden bij de beloften. In 2013 maakte hij zijn debuut bij de profs en kwam hij zijn landgenoot Rein Taaramäe vergezellen bij Cofidis. In zijn debuutjaar trad hij af en toe als eendagsrenner op de voorgrond, met als beste notering een vierde plaats in de Tro Bro Léon. 
In 2014 boekte Jõeäär zijn grootste overwinning, door met overmacht de proloog en het eindklassement te winnen in de Driedaagse van West-Vlaanderen. Vanaf 2014 werd hij drie jaar op rij Estisch kampioen tijdrijden, en in 2015 en 2017 werd hij eveneens kampioen van Estland op de weg.

## Palmares

### Overwinningen
2011 - 1 zege
4e etappe Ronde de l'Oise
 2012 - 2 zeges
2e etappe Ronde de l'Oise
Eindklassement Tour du Piémont Vosgien
2013 - 2 zeges
1e etappe B Ronde van Estland
Eindklassement Ronde van Estland
2014 - 3 zeges
Proloog Driedaagse van West-Vlaanderen
Eindklassement Driedaagse van West-Vlaanderen
 Estisch kampioen tijdrijden, Elite
2015 - 2 zeges
 Estisch kampioen tijdrijden, Elite
 Estisch kampioen op de weg, Elite
2016 - 1 zege
 Estisch kampioen tijdrijden, Elite
2017 - 2 zeges
2e etappe Ronde van Estland
 Estisch kampioen op de weg, Elite
2018 - 1 zege
Proloog Baltic Chain Tour
2020 - 2 zeges
3e etappe Baltic Chain Tour
Eindklassement Baltic Chain Tour

### Resultaten in voornaamste wedstrijden
| Jaar | Ronde van Italië | Ronde van Frankrijk | Ronde van Spanje |
| ---- | ---------------- | ------------------- | ---------------- |
| 2013 |                  |                     |                  |
| 2014 |                  |                     | 152e             |
| 2015 |                  |                     |                  |
| 2016 |                  |                     |                  |

| Jaar | Milaan-San Remo | Gent-Wevelgem | Ronde van Vlaanderen | Parijs-Roubaix | Parijs-Tours |  | WK op de weg |
| ---- | --------------- | ------------- | -------------------- | -------------- | ------------ |  | ------------ |
| 2013 |                 |               |                      | opgave         | 134e         |  | opgave       |
| 2014 |                 | 139e          | 92e                  | opgave         |              |  | opgave       |
| 2015 | opgave          |               | opgave               | 110e           |              |  |              |
| 2016 |                 |               |                      | opgave         |              |  | opgave       |

### Resultaten in kleinere rondes
| Jaar | Driedaagse van West-Vlaanderen | Ronde van Estland | Ronde de l'Oise | Baltic Chain Tour |
| ---- | ------------------------------ | ----------------- | --------------- | ----------------- |
| 2011 |                                |                   | 21e (1)         |                   |
| 2012 |                                |                   | 8e (1)          |                   |
| 2013 |                                | (1)               |                 |                   |
| 2014 | ↑ (1)                          | 6e                |                 |                   |
| 2015 | opgave                         |                   |                 |                   |
| 2016 |                                |                   |                 |                   |
| 2017 |                                | 8e (1)            |                 | 40e               |
| 2018 |                                | 9e                |                 | (1)               |
| 2019 |                                | 54e               |                 |                   |
| 2020 |                                |                   |                 | (1)               |

(*) tussen haakjes aantal individuele etappe-overwinningen

## Ploegen
- 2009 –  Meridiana-Kalev Chocolate Team
- 2013 –  Cofidis, Solutions Crédits
- 2014 –  Cofidis, Solutions Crédits
- 2015 –  Cofidis, Solutions Crédits
- 2016 –  Cofidis, Solutions Crédits

Bagot ·
Barle · 
Bescond · 
Bessy · 
Cammaerts ·
Coppel ·
Edet ·
Fouchard ·
García ·
Ghyselinck ·
Hardy ·
Jõeäär ·
Labbe ·
Le Mével ·
Lemarchand ·
Levarlet ·
Maté · 
Molard ·
Navarro · 
Petit ·
Poulhiès ·
Sijmens · 
Taaramäe · 
Valentin · 
Zingle ·
Lavery (stagiair) · 
Venturini (stagiair) · 
Verhelst (stagiair) 
Bagot ·
Bescond · 
Cammaerts ·
Coppel ·
Edet ·
Fouchard ·
García ·
Hardy ·
Jõeäär ·
Laporte ·
Le Mével ·
Lemarchand ·
Lemoine ·
Levarlet ·
Maté · 
Molard ·
Navarro · 
Petit ·
Poulhiès ·
Sénéchal · 
Simon ·
Taaramäe · 
Venturini · 
Verhelst ·
Zingle ·
Chetout (stagiair) · 
Kowalski (stagiair) · 
Turgis (stagiair) 
Ahlstrand · Bagot · N.Bouhanni · Chainel · Chetout · Edet · Hardy · Jõeäär · Laporte · Lemoine · Maté · Molard · Navarro · Petit · Rollin · Rossetto · Sénéchal · Simon · Soupe · Turgis · Van Staeyen · Vanbilsen · Venturini · Verhelst · Zingle · R.Bouhanni (stagiair) · Hofstetter (stagiair) · San Sebastián (stagiair)
Ahlstrand · Bagot · N.Bouhanni · R.Bouhanni · Božič · Chetout · Cousin · Edet · Hardy · Hofstetter · Jeannesson · Jõeäär · Laporte · Lemoine · Maté · Molard · Navarro · Perez · Rossetto · Sénéchal · Simon · Soupe · Turgis · Van Staeyen · Vanbilsen · Venturini · Godon (stagiair) · Le Turnier (stagiair)